# 明末清初屠殺事件
明末清初屠殺事件是指清军入主中原前後包括清朝軍隊、明朝軍隊（包括南明政權）、民變武裝等多方勢力混戰所造成的屠殺事件。以清军为例，清军为报复反抗者的激抗和推行剃髮令而製造多起衝突和屠殺事件，如曾在扬州、桂林、昆明、江阴、嘉定、广州实行屠城，就是汉族士紳地主也不能幸免。多尔衮带军攻佔江南、岭南等地区，並且聯合荷兰，攻陷厦门。另一方面，明军及民变军等亦在多處实行了屠殺政策，南明軍中有人欲聯清剿匪，企圖聯合清軍打擊為反抗明朝而起義的民變軍，如揚州府在被清軍屠城之前亦曾經長時間和多次被明軍將領高傑和劉澤清屠殺洗劫，当时四川人幾乎被張獻忠民變軍、南明軍、地主武裝、土匪和清軍殺絕，後來湖廣地區的人民大舉往四川移民。同时明朝十万皇族也惨遭清廷和民變武裝的屠杀。在軍事上，清朝以投降明軍為先導，數次大屠殺多是由李成棟等降將帶領。由於中國許多城池頗為堅固，攻城時更重用漢軍中的砲兵，康熙以前共179名八旗漢軍世襲官員的功績，其中至少有45名明確指出他們曾以督放紅衣大砲立功，此功在八旗滿洲和蒙古當中則較少見。
有親歷其境的外國人記錄了部分屠殺事件，例如扬州十日、屠川的屠殺洗劫行為有西方传教士的第三方文獻記載《聖教入川記》：“獻忠殘暴，令人駭聞，計是日所殺婦女之數，按瑪爾定歷史家記載，已有四十萬人之多”，庚寅之劫的目擊者外國人目擊者則有耶穌会士和荷蘭使臣等。
明末清初發生的自然灾害和疾病（尤其是鼠疫）亦造成了人口的大量下降。中國歷史學學者曹树基論明末人口锐减的主要因素有三，分別為自然灾害、鼠疫大流行及社会动乱。

## 歷史記載

### 入关戰爭前

#### 遼東
明朝於早期實行「以夷治夷」，「分其枝，離其勢，互合爭長仇殺」政策，挑起東北少數民族之間的仇恨。
根據史學家曹树基的數據，明朝末年遼東一帶總共約有300萬人口（不包括女真人），有約250萬人入關南遷並且剩下30萬遼東土著，有約20多萬人於數十年間在袁崇煥和毛文龍等明朝將領率領的軍隊和後金的戰爭衝突中喪生。

#### 陝西
崇禎六年（1633年），明朝將領張應昌在陝西鎮壓農民起義，但不敢與起義軍正面作戰，又怕鎮壓不力而受到朝廷的懲罰，於是大量殺害平民，取人頭報功：「朝廷勤限平城，而行間殺良民報功，生靈日塗炭」。
崇禎十一年（1638年）十六年（1643年）十一月，李自成親自攻打鳳翔，城破後屠城；又破慶陽府，屠城。十二月，闖軍破甘州，屠殺軍民四萬七千餘人。

#### 湖北
崇禎十一年（1638年），明朝兵部尚書熊文燦在湖北鎮壓農民起義時濫殺無辜：「三月在蘄水，其兵殺鄉民報捷。民家環哭，竟不敢治一兵。蘄水，文燦家園也，鄉里如是，餘可知矣。是以捷報日張，寇勢愈熾。十三家之賊蹂躪南陽、汝寧，如履無人之境。文燦駐宛、汝已久，調度不聞，天下有如是剿法乎！」
崇禎十六年（1643年）正月，張獻忠大西軍屠黄陂、蕲州、蕲水；五月，攻陷武昌府，沉殺楚王朱華奎並屠戮士民數十萬人，沿長江堆積屍體千里，倖存者多被砍斷手足或削去耳鼻。
崇禎十七年（1644年），湖南一帶平民被明朝軍隊屠殺搶掠：“從醴陵、瀏陽抵長沙，並間河東州縣，俱逼焚殺不堪，小馬（馬士秀）兵在湘殺掠半月有餘，方下武昌。”，“在張獻忠的大西軍猛烈掃蕩後，明諸王、官兵和地方武裝，趁張獻忠大西軍撤出，又瘋狂報復，肆意掠奪，濫殺無辜。”

#### 山東
1635年，1636年，1638年，1639年，1642年满清五次引兵攻占北直隶和山东承宣布政使司，杀掠无数，尤其是1642年攻陷济南府时，肆意戮掠后撤退，济南府城内外积尸十三万具。满清顺治朝时，山东多次爆发反抗满清统治而后被镇压的起义，这给当时的山东尤其是济南府造成不小的损毁。据说当时白天赤地千里，榛榛莽莽，夜晚手游鬼哭，人迹罕至（超过百万人遇害）。歷城縣誌記載：「焚杀官兵绅弁数十万人，踞城十有四日乃去。家余焦壁，室有深坑，湖井充塞，衢巷枕藉。盖千百年来未有之惨也！」

#### 湖南
崇禎十六年（1643年）八月，張獻忠大西軍於岳州殺盡搶掠所得婦女。

#### 河南
崇禎十六年，明朝督師孫傳庭所統領的官軍，在攻下寶豐城後，以「為賊固守」為借口而殺光城中居民。。太監劉元斌統兵逗留於歸德，縱兵大肆搶掠，殺平民冒功。

#### 山西
崇禎十七年（1644年）二月，大順兵四十萬攻入山西，明總兵周遇吉於代州擊退大順軍後死守寧武關，殺賊萬人，城破後農民軍屠寧武。

#### 北直隸
崇禎十六年（1643年）九月，明督師孫傳庭獲知大順軍的家屬多安置在北直隸唐縣，於是大舉攻城，城破後盡殺之。

### 入关戰爭期間
顺治元年（1644年），多尔衮率合计12万清兵入关，在一片石战役中联合吴三桂击溃李自成的大顺军，开始入主中原。

#### 揚州

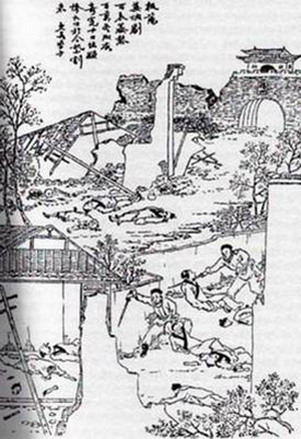
扬州十日插图

《明季南略》记载在明清戰爭期間揚州多次被明軍將領高傑和劉澤清屠殺和洗劫，並且有性暴行的記載：「統兵南下，所至焚劫一空」；「東省附逆，河北悉為賊有，淮、揚人自為守。不意賊警未至，而高兵先亂。自傑渡河掠徐，至泗、至揚，四廂之民何啻百萬；殺人則積屍盈野、汙淫則辱及幼女。新舊城環圍，絕糧已經月余。何不恢已失之州邑而殺自有之良民也！」；「初，黃得功分地揚州，高傑、劉澤清以繁富爭之；縱兵淫掠，揚人大哄。」
顺治二年、南明弘光元年（1645年）清军攻破扬州城並且对城中平民进行屠杀。当时南明将领史可法对清军進行抵抗，在同年四月廿五日（5月20日），清军攻占扬州后，当时大雨倾盆，多铎宣布在扬州城内进行屠杀。当时的幸存者王秀楚所著《扬州十日记》中记载屠杀共持续五天。
《扬州十日记》記載了清军攻破扬州城后进行了为期五天的大肆屠杀，以及清軍封刀後“漢奸軍”在城中的搶掠殺戮：“诸妇女长索系颈，累累如贯珠，一步一跌，遍身泥土；满地皆婴儿，或衬马蹄，或藉人足，肝脑涂地，泣声盈野。”“初四日，天始霁。道路积尸既经积雨暴涨，而青皮如蒙鼓，血肉内溃。秽臭逼人，复经日炙，其气愈甚。前后左右，处处焚灼。室中氤氲，结成如雾，腥闻百里。”后来由城内僧人收殓的尸体就超过了80万具。近代學者根据相关资料考证指出《明史·地理志》记载的万历年间扬州府人口为“八十一万七千五十六”；《扬州府志》所载人口较为复杂，在成化、嘉靖年间扬州府属全区人口在“七八十万左右”，到了“扬州十日”发生的1645年，扬州府的人口“不会超过一百万”。考虑到各种因素，这一年集中在扬州城里的人口“至多不会超过二三十万”，认为《扬州十日记》中“八十万”的数字有夸大失实之嫌。另外，史學家從南明兵力、揚州守軍、清軍兵力、居民人數等幾個主要方面考查得出：一、當時清軍不足三萬人；二、揚州人口不可能超過八十萬人；三、負責埋死的僧人也僅有三千人，無以應付八十萬具屍體，另外焚屍的巨量木柴亦難以取得；四、揚州新舊兩城的面積（約380萬平方公尺），扣除一半的建築物佔地，也不足以承擔八十萬人口，認為揚州被屠殺八十萬人的說法應為誇大。澳大利亞東亞史博士安東籬（Antonia Finnane）也指出明清戰爭時期的傷亡數字通常都不可靠。

#### 嘉定
顺治二年、南明弘光元年（1645年）发生在清军攻破嘉定后，原為李闖軍部將，降明、降清後又反清歸明的将领李成栋帶領其同樣曾經效忠於大順的部隊三次下令对城中平民进行屠杀。在屠城过程中，城中百姓或者悬梁自杀或者投井和跳河，被砍断手和脚的百姓在地上挣扎着，李成棟的軍隊将一大部分逃生的百姓赶到河边，然后将他们赶进河中纷纷淹死，河里的水都不能流动了。佔領軍每遇到一人就强迫他们献出自己家中的宝物，如果给很多的东西的话就可以活命，如果给的不多或者不满意，就直接把人杀掉。

#### 江阴
顺治二年（1645年）清朝颁布剃发令后，江阴人民举行了反清起义，进行反清斗争。劉良佐、李成棟、孔有德前後攻城軍隊數量各文獻記載自數萬至二十四万不等，江阴紳民守城八十一天，清军死伤數量各文獻記載自萬餘人至十万不等。但终因力量悬殊，粮食罄尽，城破后，清军屠城，被殺人數各文獻記載自萬餘人至數十萬人不等，據說後來全城只有五十三个人幸免。

#### 睢州
于1985年出版的《清史论丛》（第六卷）记载顺治二年（1645年），南明睢州（今睢縣）總兵許定國用計殺害高杰後逃往黃河北岸降清，高杰部下為了洩憤報仇而在睢州一帶大肆屠殺，「殺掠無虛日」，導致「睢旁近二百里殆盡」。

#### 常熟
清代小說《海角遗编》（又名《七峰遗编》，作者真實姓名未知）寫道，在顺治二年，清军先后占领苏州和南直隶常熟之后纵兵焚烧杀掠。在常熟大屠杀中被屠杀的百姓无法计算，沿河沿岸都是人头
。

#### 四川
从顺治三年（1646年）至康熙初期，清朝军队开始侵入四川，開始了清軍與明軍對峙以及農民軍在四川混戰的局面：“蜀人受禍慘甚，死傷殆盡，千百不存一二”。直到顺治十六年（1659年），清军攻陷渝城（重庆）后，才算平复四川。清初時以「湖廣填四川」來解決四川人口的缺口。
根據《明季南略》、《永曆實錄》、明朝遺民顧山貞以及外國傳教士等的記述，張獻忠是屠川的元兇之一：
《客滇述》：「（獻忠）又發兵四出，搜各州縣山野，不論男女老幼，逢人便殺」；「獻忠又令其大家遍收川兵殺之，及其妻子男異性，惟十時以下者僅留一、二」。
《聖教入川記》：「殘殺之後，成都為之一空。除少數官員外，別無居民。荒涼慘象，不忍矚目。獻忠剿滅成都後，命令各鄉鎮村民移居成都」。
《永曆實錄》：「獻忠之在蜀也，殺掠尤慘，城邑村野，至數百里無人跡。民逃入深山，不得食而死者委填岸谷；或採草木葉食之，得生者久乃化為野人，裸處林棲，體生白毛，遇人則搏殺之而吮其血。」
在張獻忠死後出現了清軍跟南明軍對峙的局面，清軍的勢力於川北保宁一带，而南明军队占据着四川境内大部分州县。根據《蜀龟鉴》的記載，经过张献忠的军队的屠杀，川南的人口损失约50%，而川北的人口几乎损失殆尽。此外，明末清初四川人口的锐减，是多股势力混战的最终恶果，並不是张献忠一個人的責任，但死于张献忠之屠戮者占其中的三成，另有三成死于饥饿或疾病。此外有學者認為是四川當地的地主以及南明将领污蔑和嫁祸张献忠。
《皇明經世文編》中文震孟的奏疏記載了明軍在四川殺良冒功及淫污殺劫的情況：「而將無紀律，兵無行伍，淫污殺劫，慘不可言，所掠婦女，荊布者徒步隨行。錦繡者乘馬掩泣。尾賊而往，莫敢奮臂，所獲之級，半是良民。所報之功，毫無寔績。」

#### 建寧
清朝順治五年四月初四（1648年4月26日）清晨，清军攻克福建建寧府城，並屠城。根據史料記載，建寧府城十萬明朝遺民以死明志：「敵人乘早霧登陴，建人驚覺，各歸縱火焚其居，先聚婦女於其中，俟焰熾，然後以身躍入。虜紿曰：勿縱火，當全汝輩命。其人若不聞，焚身猶挺立」。

#### 同安
顺治四年（1647年）清军攻克福建泉州同安县，然后屠城。福建同安县屠城死难5万余人，梵天寺住持无疑和尚收尸合葬于寺东北一里之地，建亭“无祠亭”，墓碑上则刻“万善同归所”。

#### 湘潭
崇禎十七年正月，明軍左良玉部士兵屠戮湘潭百姓。二月，湘潭城居民從山林中躲兵歸來，“米價高昂，南北不通，百里之內，音信杳然”，縣內十分荒涼、蕭條，以至“市無貿，田無農，衙無胥吏”。
清順治元年（1644年）春，張獻忠率部撤出湘潭，馮典史任兩年縣令後也隨軍而撤走，義軍出湖南由荊州入四川。張獻忠在四川稱大西王。在張獻忠的大西軍猛烈掃蕩後，明諸王、官兵和地方武裝，趁張獻忠大西軍撤出，又瘋狂報復，肆意掠奪，濫殺無辜，正如《明季北略》所說：“人之居者、行者，俱不得安保其身命。”人民無法生活，只得逃往偏僻的深山之中。
同年，在清軍入關後湖南一帶再次遭到明軍屠殺，單在湘潭有數十萬平民被明朝殘餘軍隊殺害。
顺治六年（1649年）正月二十一日清军攻入湖南湘潭和沅州（今芷江），南明督師何騰蛟被俘。清郑亲王济尔哈朗下令在湘潭屠城，“屠至二十六日封刀，二十九日方止”。至此湘潭城中百姓几乎全被杀光，“城中不满百人。沅州也遭到纵兵杀掠。

#### 南雄
顺治六年（1649年）農歷十二月二十九日，清軍抵達南雄，年三十除夕晚上清軍放火焚燒鼓樓，趁明軍慌亂救火之際，攻入城內屠殺，“大清平、靖二藩克雄城，民盡屠戮，十存二三”。

#### 广州
顺治七年（1650年）清军攻广州，制造了庚寅之劫，「甲申更姓，七年讨殛。何辜生民，再遭六极。血溅天街，蝼蚁聚食。饥鸟啄肠，飞上城北。北风牛溲，堆积髑髅。或如宝塔，或如山邱。五行共尽，无智无愚，无贵无贱，同为一区。」，「可喜屠广州，孑遗无留；逸出城者，挤之海中。」《廣州市宗教志》：“清順治七年（1650年），清軍攻廣州，‘死難10萬至70萬人。’在東郊烏龍岡真修和尚雇人收拾屍骸，‘聚而殮之，埋其餘燼’合葬立碑”。另有意見認為当时广州人口约40万，而死難者約十万人或超過十万人。“清顺治六年十月，满清大军抵达广州，围困城池长达10个月，最终攻下城池，平南王尚可喜率清军攻陷广州之后，屠城十日，尸横遍地。广州城当时人口大约40万，死难者约五分之一。”
意大利籍耶穌会士卫匡国（Martin Martini，1614～1661)在《鞑靼战纪》中记述:“大屠杀从11月24日一直进行到12月5日。他们不论男女老幼一律残酷地杀死，他们不说别的，只说：‘杀！杀死这些反叛的蛮子！” 
荷兰使臣约翰纽霍夫(John Nieuhoff)在其《在联合省的东印度公司出师中国鞑靼大汗皇帝朝廷》一书记述：“鞑靼全军入城之后，全城顿时是一片凄惨景象，每个士兵开始破坏，抢走一切可以到手的东西；妇女、儿童和老人哭声震天；从11月26日到12月15日，各处街道所听到的，全是拷打、杀戮反叛蛮子的声音；全城到处是哀号、屠杀、劫掠；凡有足够财力者，都不惜代价以赎命，然后逃脱这些惨无人道的屠夫之手……在冬月的六日，總督及清軍統帥下令，即日起不得再從事如此殘酷的殺戮。我得到確切的消息，18天內，被韃靼人殘忍屠殺的，在八千人以上”。

#### 潮州
顺治十年（1653年）清军占领广东的潮州和南雄後「纵兵屠掠」：「癸巳，郡城破，横尸遍野……收遗骸十余万，作普同塔于葫芦山」。揭阳县观音堂海德和尚等收尸聚焚于西湖山，将骨灰葬在西湖南岩。福建同安县屠城死难5万余人，梵天寺主持释无疑收尸合葬于寺东北一里之地，建亭「无祠亭」，墓碑上则刻「万善同归所」。南雄县民也遭到大肆屠杀，「大清平、靖二藩克雄城，民尽屠戮，十存二三」。

## 朱明宗室遭屠
清朝以異族入主中原，一方面以「本朝江山取自流寇，非取于明，且为明报君父之仇，自古取天下之正，未有如此者。」展示自信，另一方面却对明朝皇族斩尽杀绝。清廷初年以《登极诏》宣布「前朝宗室首倡投诚、先来投顺、赴京朝见者，仍给禄养，以昭朝廷兴继之意」以及莫须有的手法先後殺死崇祯皇帝的太子朱慈烺、各朱明亲藩如鲁王、荆王、衡王世子以及福王（弘光帝）和早已投降的周王、晋王、德王、潞王等。根據新良、赵秉忠《清兵入关与明朝宗室》一文統計，从顺治三年到顺治八年，先后擒斩的明朝宗室、其名号可稽者，仅郡王以上就有50多人，对他们的家属，无论少长尽诛之，以此计算，总人数当在万人以上。在清政权相对稳固後，清廷对于普通的明朝宗室採取怀柔以至“满化”的策略。
民變領袖如張獻忠和李自成等亦大肆搜捕和屠殺明朝朱姓宗室：「凡王府宗支，不分順逆，不分軍民，是朱姓者，盡皆誅殺」；「韓文銓捕晉宗室四百餘人送西安，夕殺之。李自成在一片石战败后，节节败退，大顺將领陳永福在太原，恐宗人為變，閉門搜捕，得千餘人，殺之海子堰，若殲羊豕」；「遣使四出，趨地方官員及鄉紳朝見，百姓匿官員者凌遲，鄉紳不來朝者，亦如是。其求朱姓更急，蜀府宗支多在灌縣，乃發兵圍之，不論宗室細民，皆殺之」；「（福）王（朱常洵）體肥，重三百餘觔，賊置酒大會，以王為葅，雜鹿肉食之，號福祿酒」。

## 性暴行
在屠殺平民時也有性暴行的行為，例如南明福王的部將劉澤清、高傑在揚州附近縱兵焚掠，高傑的部隊抵揚後「殺人則積屍盈野、汙淫則辱及幼女。」
本土史料記載，顺治二年（1645年）7月30日，清军至沙镇，「见者即逼索金银，索金讫，即挥刀下斩，女人或拥之行淫，讫，即掳之入舟。」，「遇男女，则牵颈而发其地中之藏，少或支吾，即剖腹刳肠。」。清兴安总兵抢夺妇女达100多人，「淫欲无厌」。制作长押床，裸姬妾数十人于床，「次第就押床淫之。复植木桩于地，锐其表，将众姬一一签木桩上，刀剜其阴，以线贯之为玩弄，抛其尸于江上。」。顺治二年（1645年）清军围攻江阴，后城破，清军大肆强奸和残害妇女。江阴城陷时，有母子3人，「一母一子，一女十四岁。兵淫其女，哀号不忍闻」，后兵杀其子，释母，「抱女马上去”。又有一兵「挟一妇人走，后随两小儿，大可八岁，小可六岁」，兵杀二子，抱其母走。抗拒清军奸淫被害妇女，按照满清地方志统计为101人。在江阴的观音寺「掠妇女淫污地上，僧恶其秽，密于后屋放火。兵大怒，大杀百余人，僧尽死。」
欧洲天主教文献记载，1656年，有大小超过3000艘的鄭成功的舢板从海口溯福安河而上，他们一着陆便立即开始洗劫，並且不分男女老幼肆意杀戮。還强奸妇女，抓捕壮丁，放火烧毁许多村镇。此次郑氏军队滞留闽东长达十个月之久，直到1657年夏天才撤出。

## 人口損失
明代中国人口，最后的全国官方统计为51655459人，时间为明光宗泰昌元年。按照历史地理学专家葛剑雄所著的《中国人口史》所记载：明万历六年（1578年）中国全国有人口6069万，但是当时的中国还需要缴纳人头税，所以民间隐匿了大量人口。许多的专家认为明朝人口顶峰的时候在一亿以上，葛剑雄认为明末人口接近两亿。
根據趙文林、謝淑君的《中國人口史》，明末清初的人口數和丁數的變化如下：
- 明天啟六年，丁數：51655459人；推算人口數：99873000人
- 清順治三年，丁數：未給出；推算人口數：88486000人
- 清順治18年，丁數：19137652人；推算人口數：91178000人
- 清康熙三年，丁數：19301624人；推算人口數：92648000人

梁方仲的《中国历代户口、田地、田赋统计》则推算清顺治十二年实际人口为4、5千万人，清雍正二年实际人口为8、9千万人。

## 評論与观点
作家鲁迅评价说：清军入关屠尽明朝汉人的骨气廉耻。大明有思想、敢反抗的忠勇之士几被杀尽，留下的是大抵顺服的「奴才」。
法國學者、政治家阿蘭·佩雷菲特在其著作《停滯的帝國》寫道：「满清初期，他们表现得非常凶残。建国后的最初几年，整批整批的百姓遭到屠杀。强迫留辫子引起了骚乱，结果都被镇压在血泊之中。都是老爷的种族坐稳了江山，对奴隶的民族实行统治……。」
《全球通史》：「正是這個『野蠻』民族，在17世紀中葉湧入中原，取代腐敗、垂死的明王朝而建立起了清政府。滿族人成功地鞏固政權，妥善應對西方列強對中國日益增長的注意力，以及復興中華古代文化，是17世紀的歷史奇蹟之一」。

## 外部連結
- 王秀楚：扬州十日记 （页面存档备份，存于）
- “中国”与“天下”的重合：古代中国疆域形成的历史轨迹 （页面存档备份，存于）